# Rabidosa santrita
Rabidosa santrita är en spindelart som först beskrevs av Chamberlin och Ivie 1942.  Rabidosa santrita ingår i släktet Rabidosa och familjen vargspindlar. Inga underarter finns listade i Catalogue of Life.